# ستيف مور (رسام كارتون)
ستيف مور (بالإنجليزية: Steve Moore)‏ هو رسام كارتون بريطاني، ولد في 11 يونيو 1949 في المملكة المتحدة، وتوفي بنفس المكان في 16 مارس 2014.